# Diplocrepis
Diplocrepis is een monotypisch geslacht van straalvinnige vissen uit de familie van schildvissen (Gobiesocidae).

## Soort
- Diplocrepis puniceus (Richardson, 1846)